# 索戈日斯科耶湖
57°48′06″N 40°32′21″E / 57.8017°N 40.5393°E
索戈日斯科耶湖（俄语：Согожское），是俄羅斯的湖泊，位於該國西部雅羅斯拉夫爾州，由涅克拉索夫斯科耶區負責管轄，長3公里、寬1.1公里，面積1.8平方公里，海拔高度80米，集水區面積45平方公里。